# Ō̂
Ō̂ (minuscule : ō̂), appelé O macron accent circonflexe, est une lettre latine utilisée dans l’écriture du kaska.
Il s’agit de la lettre O diacritée d’un macron et d’un accent circonflexe.

## Représentations informatiques
Le O macron accent circonflexe peut être représenté avec les caractères Unicode suivants : 
- précomposé (latin étendu A, diacritiques) :

| formes    | représentations | chaînes de caractères | points de code | descriptions                                                    |
| --------- | --------------- | --------------------- | -------------- | --------------------------------------------------------------- |
| capitale  | Ō̂               | Ō◌̂                    | U+014C U+0302  | lettre majuscule latine o macron diacritique accent circonflexe |
| minuscule | ō̂               | ō◌̂                    | U+014D U+0302  | lettre minuscule latine o macron diacritique accent circonflexe |

- décomposé (latin de base, diacritiques) :

| formes    | représentations | chaînes de caractères | points de code       | descriptions                                                                |
| --------- | --------------- | --------------------- | -------------------- | --------------------------------------------------------------------------- |
| capitale  | Ō̂               | O◌̄◌̂                   | U+004F U+0304 U+0302 | lettre majuscule latine o diacritique macron diacritique accent circonflexe |
| minuscule | ō̂               | o◌̄◌̂                   | U+006F U+0304 U+0302 | lettre minuscule latine o diacritique macron diacritique accent circonflexe |

## Sources
- Kaska, Yukon Native Language Centre.